# 齿果铁角蕨
齿果铁角蕨（学名：Asplenium cheilosorum）为铁角蕨科铁角蕨属下的一个种。